# Wang Jianan (tennis de table)
Pour les articles homonymes, voir Wang (patronyme) et Wang Jianan.
Wang Jianan, né le 20 janvier 1983 à Baoding, est un joueur congolais (RC) de tennis de table.

## Biographie
Wang Jianan remporte aux Jeux africains de 2015 à Brazzaville la médaille d'or en double messieurs avec Hu Bin, la médaille d'or en double mixte avec Li Yuheng, la médaille de bronze en simple messieurs et la médaille de bronze par équipe. Il dispute les Jeux olympiques d'été de 2016 à Londres où il est éliminé au deuxième tour par le Suédois Kristian Karlsson.